# 女鹿インターチェンジ
女鹿インターチェンジ（めがインターチェンジ）は、山形県飽海郡遊佐町に建設中の日本海沿岸東北自動車道に平行する一般国道7号の遊佐象潟道路のインターチェンジである。名称は仮称である。
当インターチェンジ(IC)は、秋田方面のみのハーフインターチェンジで建設されている。

## 歴史
- 未定：吹浦IC - 小砂川IC間開通に伴い供用開始予定[2][3]。

## 接続する道路
- 直接接続
  - 国道7号[1]

## 隣
E7 日本海沿岸東北自動車道（遊佐象潟道路）
吹浦IC（事業中） - 女鹿IC（事業中） - 小砂川IC（事業中）